# Tommy Wirkola
Tommy Wirkola (nascut el 6 de desembre de 1979) és un guionista i director de cinema noruec.

## Carrera
Wirkola és d'ascendència sami-finlandesa. La seva primera pel·lícula va ser Kill Buljo del 2007, que va coescriure amb Stig Frode Henriksen. Més tard van fer la comèdia de terror del 2009 Zombis nazis. L'any 2010 van tornar a col·laborar en la pel·lícula Kurt Josef Wagle og mordmysteriet på Hurtigruta. L'any 2012 una sèrie de televisió va dirigir i produït per Wirkola anomenat Hellfjord es va estrenar, consistent de set episodis de 30 minuts. La primera pel·lícula en anglès de Wirkola, que també va ser la seva primera pel·lícula de gran pressupost, va ser Hansel & Gretel: Witch Hunters. Va ser coescrit per Dante Harper i llançat el 2013. El 2014 va estrenar una seqüela de Zombis nazis, anomenada Zombis nazis 2: Red vs. Dead. What Happened to Monday, una ciència-ficció pel·lícula protagonitzada per Noomi Rapace i Willem Dafoe i I onde dager, també protagonitzada per Rapace, es van estrenar el 2017 i el 2021 respectivament. La següent pel·lícula de Wirkola, Violent Night, es va estrenar el desembre de 2022.

## Filmografia
| Any  | Títol                                           | Director | Guionista | Editor |
| ---- | ----------------------------------------------- | -------- | --------- | ------ |
| 2006 | Remake                                          | Sí       | No        | No     |
| 2007 | Kill Buljo                                      | Sí       | Sí        | Sí     |
| 2009 | Zombis nazis                                    | Sí       | Sí        | No     |
| 2010 | Kurt Josef Wagle og mordmysteriet på Hurtigruta | Sí       | Sí        | Sí     |
| 2013 | Hansel & Gretel: Witch Hunters                  | Sí       | Sí        | No     |
| 2014 | Zombis nazis 2: Red vs. Dead                    | Sí       | Sí        | No     |
| 2017 | What Happened to Monday                         | Sí       | No        | No     |
| 2021 | I onde dager                                    | Sí       | Sí        | No     |
| 2022 | Violent Night                                   | Sí       | No        | No     |
| 2024 | Spermageddon                                    | Sí       | Sí        | No     |
| 2025 | Beneath the Storm                               | Sí       | Sí        | No     |

Papers d'actor
| Any  | Títol                          | Paper          |
| ---- | ------------------------------ | -------------- |
| 2006 | Remake                         | Attendant 2    |
| 2007 | Kill Buljo                     | Sid Wisløff    |
| 2009 | Zombis nazis                   | Zombi moribund |
| 2009 | Tomme Tønner                   | Gjørme-Knut    |
| 2013 | Hansel & Gretel: Witch Hunters | Deputy #4      |